# Heptoza
Heptoza (od st.grč.  ἑπτά, heptá: sedam + lat. -osus: šećer) je vrsta jednostavnih šećera. U molekuli sadrži sedam atoma ugljika. 
Kemijske je formule C7(H2O)7 ili C7H14O7. Aldoheptoze imaju aldehidnu funkcionalnu skupinu na poziciji 1, a ketoheotoze ketonsku na poziciji 2.
Ovisno od položaja funkcionalnih skupina razlikujemo ketoheptoze i aldoheptoze.
Aldoheptoze imaju pet kiralnih središta što daje mogućnost tvorbe 32 stereoizomera (2 (5), koji se razlikuju po položaju hidroksilnih skupina odnosno asimetričnog atoma ugljika. U prirodi ne srećemo aldopentoze i stoga ih nema u biokemijskih procesima.
Ketoheptoze imaju četiri kiralna središta što daje mogućnost 16 mogućih različitih stereoizomera. Prirodne ketoheptoze imaju keto-skupinu samo na položaju C2 (2-ketoheptuloze). Umjetno su sintetizirane 3- i 4-ketoheptuloze. 
U prirodi je malo primjera heptoza. U njih ubrajamo: 
- sedoheptulozu ili D-altro-heptulozu (vrstu ketoze), rani međuoblik u biosintezi lipida A. Sedoheptuloza zajedno s tetrozom eritrozom sudjeluje u metabolizmu ugljikohidrata.[2]
- manoheptulozu koja je u avokadima
- L-glicero-D-mano-heptoza (vrsta aldoze), kasni međuoblik u biosintezi lipida A